# Hyalonema topsenti
Hyalonema topsenti är en svampdjursart som beskrevs av Isao Ijima 1927. Hyalonema topsenti ingår i släktet Hyalonema och familjen Hyalonematidae. Inga underarter finns listade i Catalogue of Life.